# Lis Greibe
Lis Greibe (født 25. juli 1939 i Fredericia) er dansk civilingeniør og tidligere folketingsmedlem for Socialdemokraterne i Aabenraakredsen (Sønderjyllands Amtskreds). 
Greibe blev matematisk student fra Fredericia Gymnasium i 1958 og civilingeniør med speciale i bygning fra Danmarks Tekniske Højskole i 1964.
Hun arbejdede i KAB's ingeniørafdeling 1964-68, blev adjunkt ved Aabenraa Forberedelseskursus i 1972 og fra 1974 adjunkt i fysik, kemi og matematik ved VUC i Aabenraa. Her fungerede hun også som studievejleder 1979-88 og som administrativ inspektor fra 1991.

## Politisk karriere
Lis Greibe blev medlem af Aabenraa Kommunalbestyrelse og viceborgmester 1989-94. Hun var næstformand for Byplan- og Ejendomsudvalget fra 1989 og formand for Børne- og Ungdomsudvalget fra 1993 og formand for Aabenraa Gymnasium og HF fra 1993.
Hun blev opstillet til Folketinget allerede i 1984 og var midlertidigt medlem af tinget i november 1989. Hun blev indvalgt ved folketingsvalget 21. september 1994 efter at Aabenraakredsen ikke havde givet valg i 25 år.
Lis Greibe fik fra starten 5 udvalgsposter i Folketinget og nåede bl.a. at sidde i Miljøudvalget, Energipolitisk udvalg, Skatteudvalget, Trafikudvalget, Uddannelsesudvalget og Forskningsudvalget. Hun blev genvalgt i 1998, men genopstillede ikke ved valget i 2001.